# Renée Sintenis

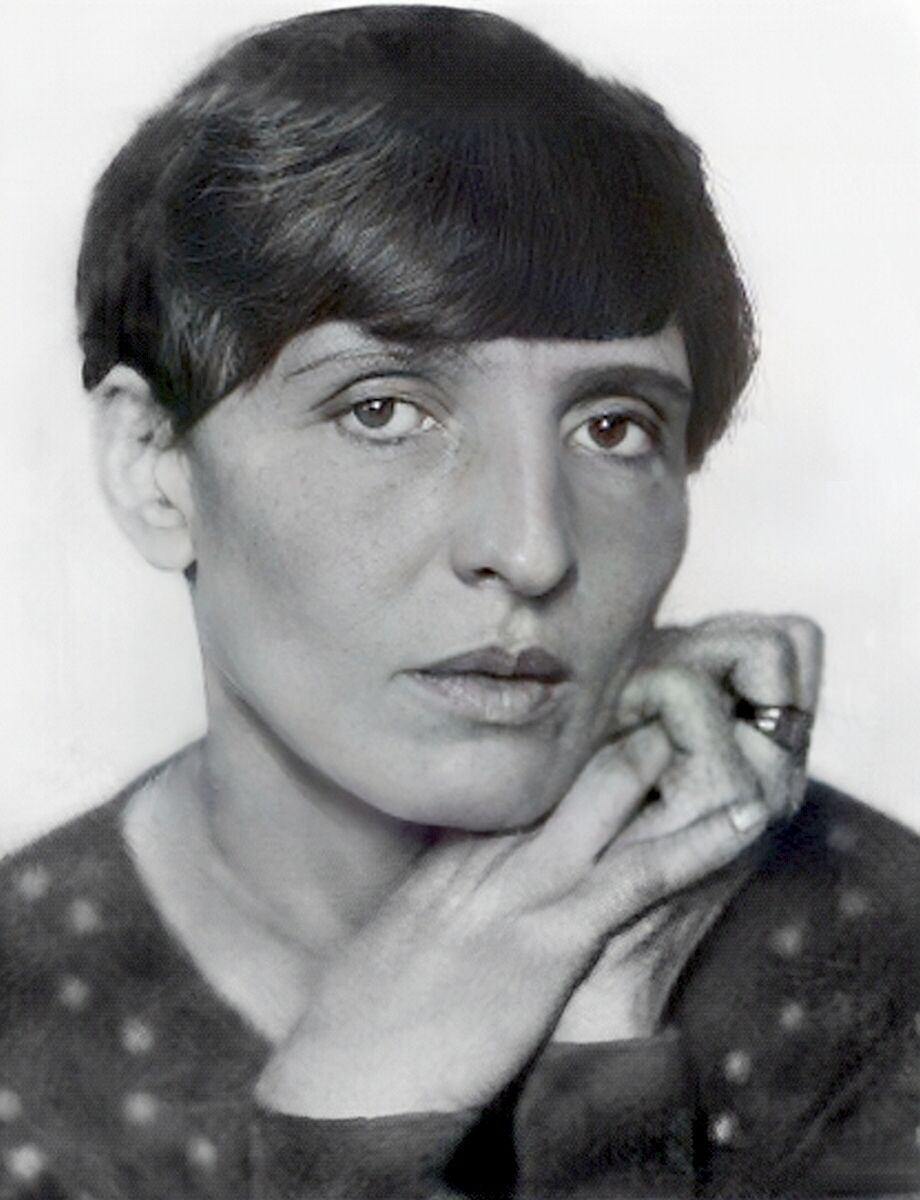
Renée Sintenis, Fotografie von Hugo Erfurth, 1930

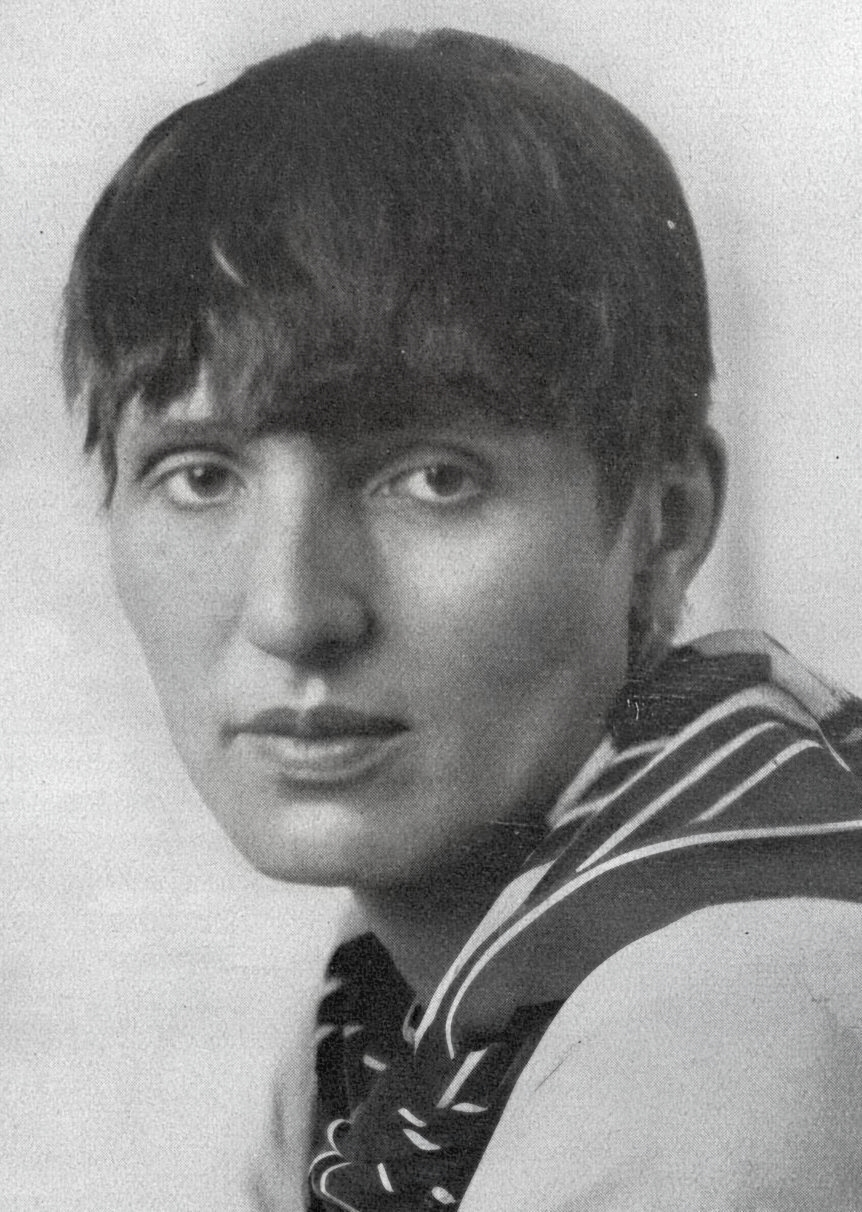
Renée Sintenis, fotografiert von Hans Robertson, um 1931

Renée Sintenis (* 20. März 1888 in Glatz, Landkreis Glatz als Renate Alice Sintenis; † 22. April 1965 in Berlin) war eine deutsche Bildhauerin, Medailleurin und Grafikerin. Sie wirkte in Berlin und schuf vor allem kleinformatige Tierplastiken, weibliche Aktfiguren, Porträts (Zeichnungen und Skulpturen) und Sportstatuetten.

## Leben und Wirken

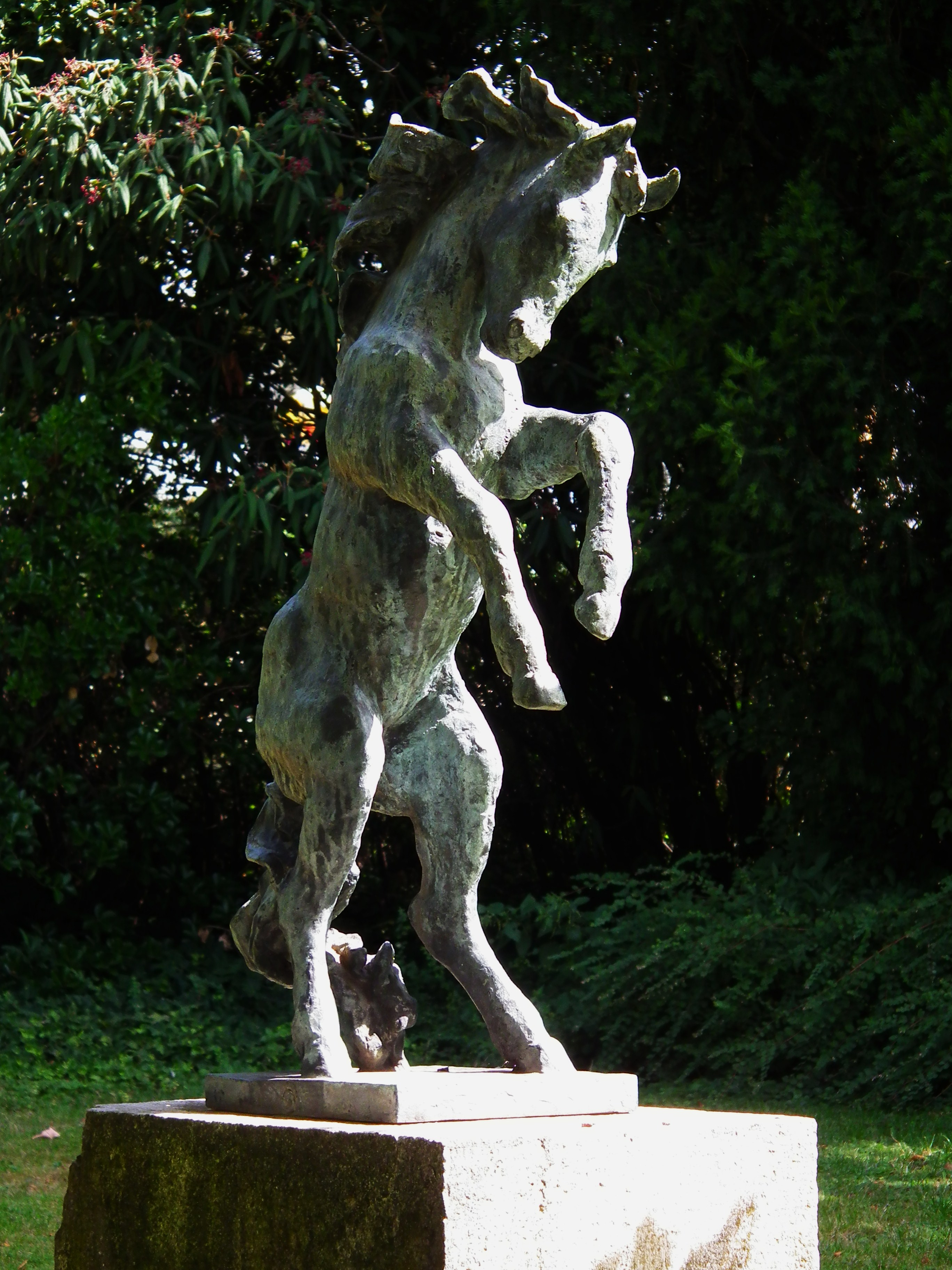
Springendes Fohlen (1940) im Lameygarten Mannheim

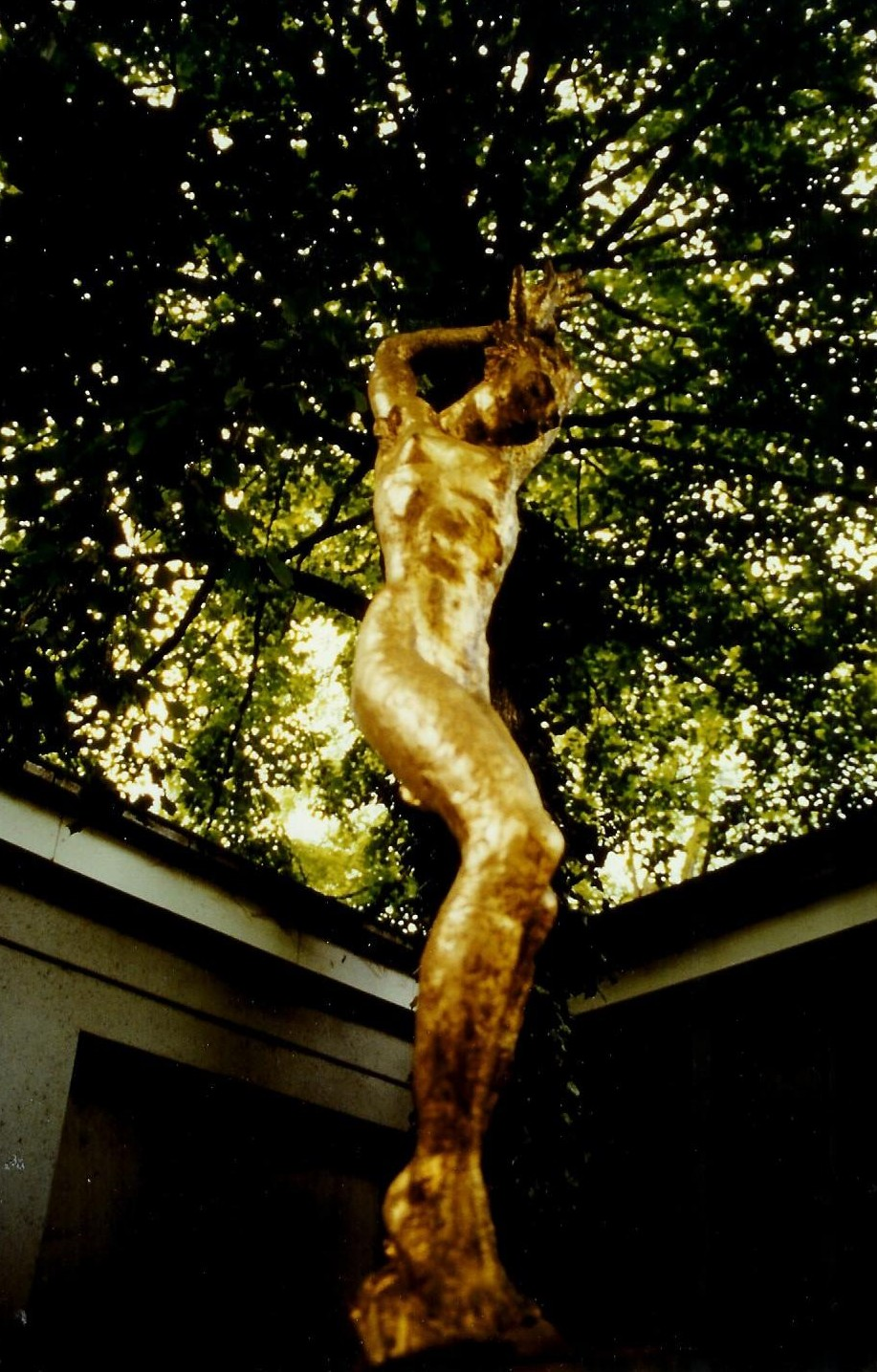
Daphne-Figur von Renée Sintenis in den Bürgergärten (Lübeck)

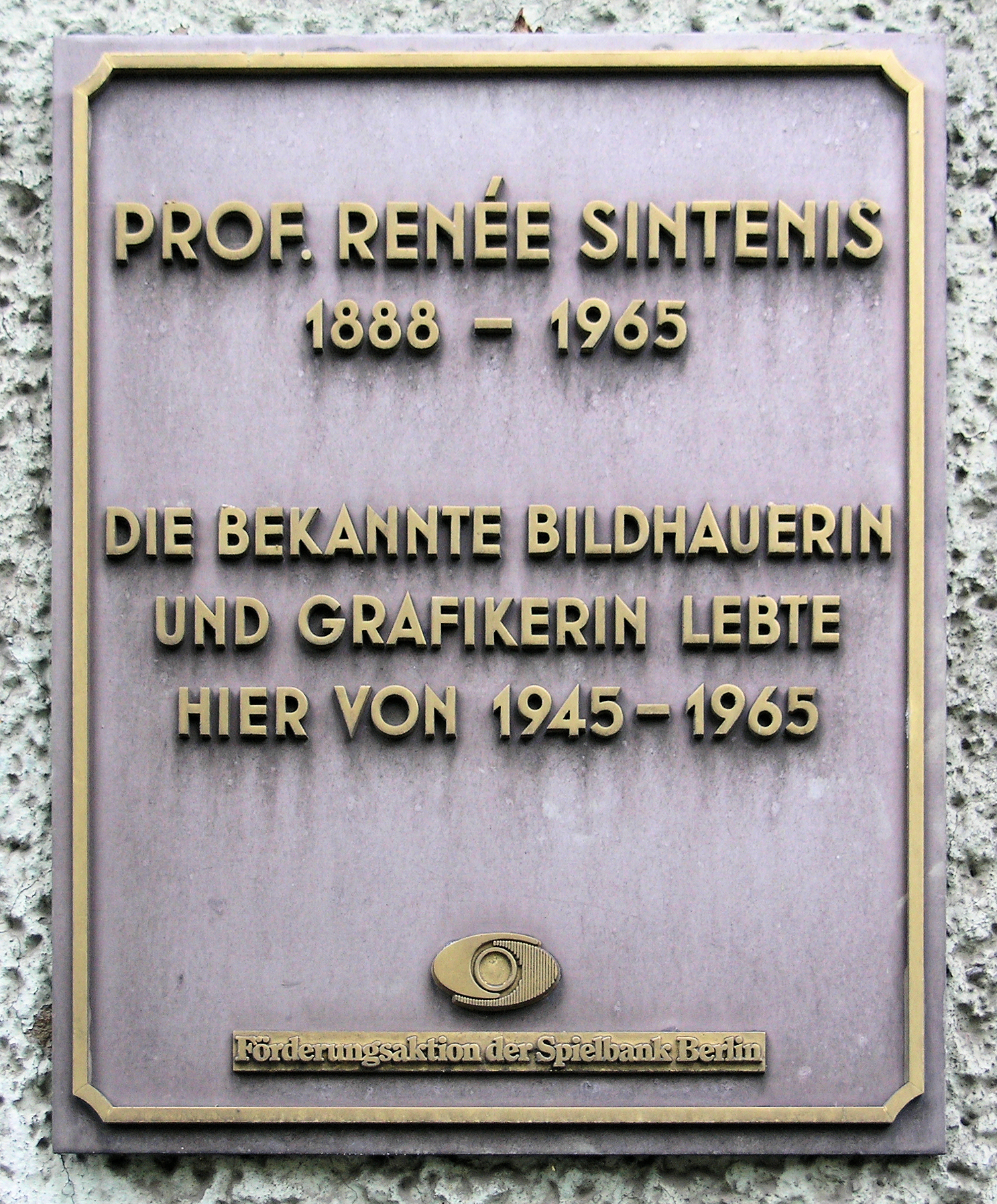
Gedenktafel am Haus Innsbrucker Straße 23, in Berlin-Schöneberg

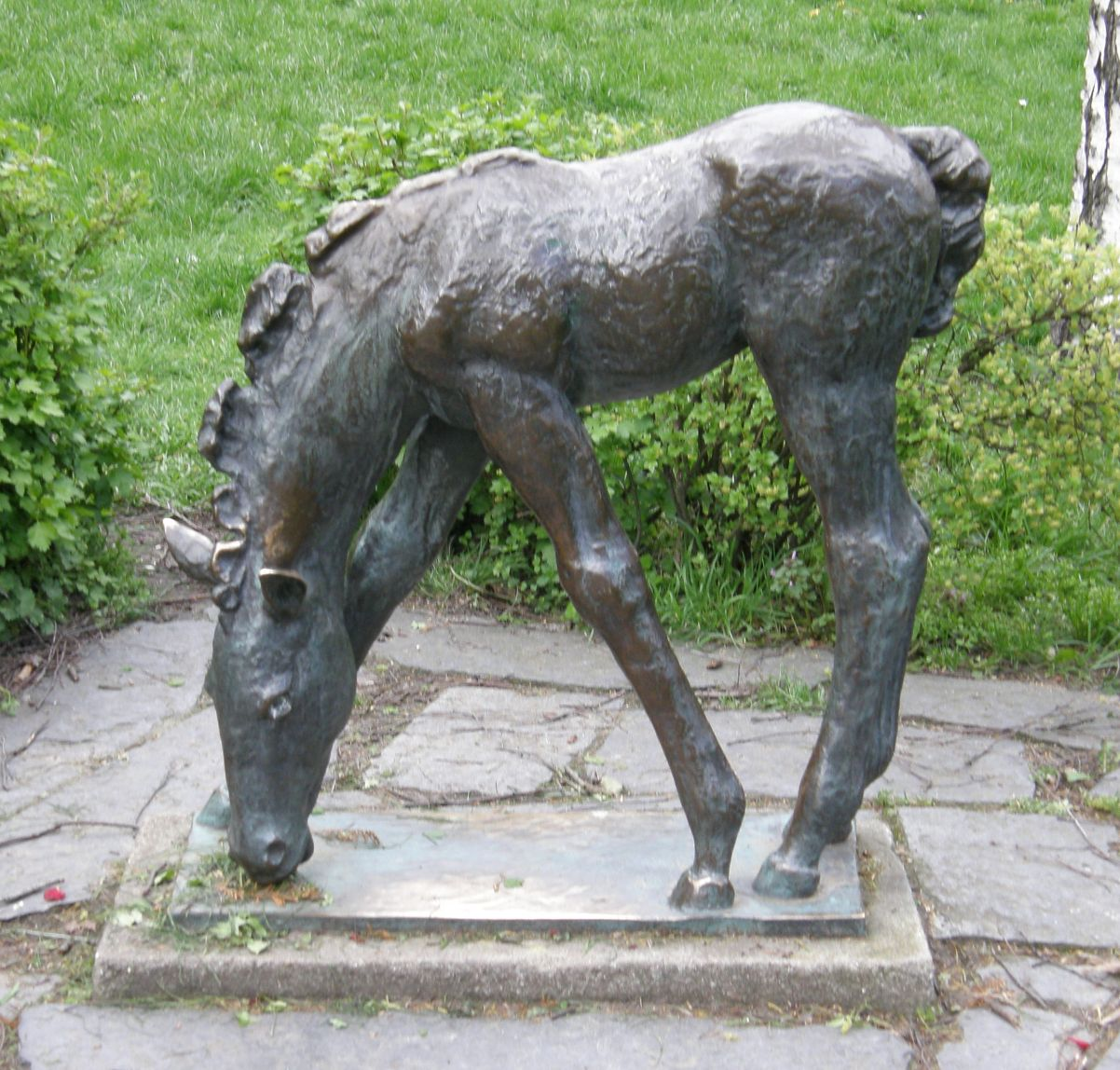
Grasendes Fohlen auf dem Renée-Sintenis-Platz in Berlin-Friedenau, 1929, Bronze

Großes Vollblutfohlen, Briefmarke von 1988

Renée Sintenis, porträtiert von Emil Rudolf Weiß, 1915

### Herkunft
Renate Alice Sintenis war erstes von drei Kindern des Ehepaares Margarete Elsbeth Sintenis, geborene Friedländer (1860–1927), und Franz Bernhard Sintenis (1858–1916), eines Juristen. Ihr Familienname ist hugenottischer Herkunft (Sintenis leitet sich von Saint-Denis ab). Ihr Onkel Walter Sintenis war ebenfalls bildender Künstler.
Sie verbrachte ihre Kindheit und Jugend in Neuruppin, wohin die Familie 1888 gezogen war. Die tägliche Nähe zur Natur beeinflusste ihr späteres künstlerisches Schaffen. Nach einem kurzen Aufenthalt in Stuttgart zog die Familie 1905 nach Berlin, wo der Vater am Kammergericht eine Anstellung erhalten hatte.
Schon in der Schulzeit bekam Renate Sintenis Zeichenunterricht, dem sich 1907 Studien in Dekorativer Plastik an der Unterrichtsanstalt des Kunstgewerbemuseums Berlin bei Wilhelm Haverkamp und Leo von König anschlossen. Im fünften Semester brach sie die Studien ab, um auf Anweisung ihres Vaters als dessen Sekretärin zu arbeiten.

### Kaiserreich
Der ungewollten Tätigkeit entzog sie sich schließlich durch den Bruch mit der Familie, was ihr für lange Zeit heftige Probleme (Depressionen) bereitete.
Als Renée Sintenis (wie sie sich selbst fortan nannte) 1910 Georg Kolbe kennenlernte, wurde sie sein Modell. Eine nicht mehr erhaltene lebensgroße Frauenstatue entstand.
Durch diese Tätigkeit angeregt, begann sie, weibliche Akte, ausdrucksstarke Köpfe wie von André Gide und Joachim Ringelnatz, Sportler wie den finnischen Läufer Paavo Nurmi und Selbstporträts zeichnerisch, bildhauerisch (in Terracotta) und als Radierung zu schaffen.
Nach 1915 entstanden die prägnanten Tierfiguren, die zu ihrem künstlerischen Lebensthema wurden. Da sie die Monumentalität in der Bildhauerkunst ablehnte, kreierte sie vornehmlich kleinformatige Skulpturen. Diese schmalen Kunstwerke wie Pferde, Rehe, Esel und Hunde erfreuten sich beim Publikum großer Beliebtheit, da sie preisgünstiger waren, sich als Geschenk eigneten und in kleinen Räumen Platz fanden.
Aus den Atelierbesuchen bei Kolbe entwickelte sich eine jahrelange Freundschaft, die von ihm künstlerisch begleitet wurde. An der 1913 stattfindenden Berliner Herbstausstellung, der ersten großen Ausstellung der Freien Secession, nahm Renée Sintenis (wie auch in den folgenden Jahren) mit kleinformatigen Gipsplastiken teil. Ab 1913 ließ sie ihre Werke in der Bildgießerei Hermann Noack gießen, von der sie über Jahrzehnte hin künstlerisch begleitet wurde.
Durch die unmittelbare Nachbarschaft der Berliner Secession zum Romanischen Café und dem Atelier der Gesellschaftsfotografin Frieda Riess bekam Renée Sintenis Zugang zu stadtbekannten Persönlichkeiten. Zu ihrem Freundeskreis gehörten die Schriftsteller Rainer Maria Rilke und Joachim Ringelnatz. Mit beiden fuhr die Künstlerin oft in ihrem offenen Wagen durch die Stadt, was zu ihrer Bekanntheit beitrug. Ringelnatz schrieb eine Reihe von liebevollen und augenzwinkernden Gedichten. Für ihn gestaltete sie die Grabplatte aus Muschelkalk; das Grabmal liegt auf dem Berliner Waldfriedhof an der Heerstraße.
Im Jahr 1917 heiratete sie den Schriftkünstler, Buchgestalter, Maler und Illustrator Emil Rudolf Weiß, den sie Jahre zuvor als ihren Lehrer und dann als väterlichen Freund kennengelernt hatte. Er unterstützte sie und machte sie mit zahlreichen weiteren Künstlern bekannt. Ihre Zusammenarbeit beschränkte sich auf wenige gemeinsame Projekte, von denen die Edition 22 Lieder der Gedichte Sapphos, zu der Sintenis die Radierungen schuf und Weiß die Schriftentwürfe anfertigte, besondere Bekanntheit erlangte.

### Weimarer Republik
Bevor Werke Sintenis’ 1920 von dem Galeristen Alfred Flechtheim in Düsseldorf ausgestellt wurden, vertrat sie der Galerist Wolfgang Gurlitt in seiner Galerie Fritz Gurlitt. Seit 1913 stellte sie ihre Skulpturen regelmäßig aus und war bei ihren Kollegen von der Freien Secession, der wichtigsten Berliner Künstlervereinigung, hoch geschätzt, u. a. von Max Beckmann, Max Liebermann und Karl Schmidt-Rottluff. Die Eröffnung einer Galerie in Berlin machte sie 1922 zur wichtigsten Protagonistin des Kunstkreises um Flechtheim in jenen Jahren. Die kunstinteressierte Öffentlichkeit war in ihre Sportlerfiguren, die Bildnisse von Freunden sowie die kleinformatigen Selbstporträts vernarrt.
In der Zeit der Weimarer Republik wurde Renée Sintenis mit Ausstellungen in der Berliner Nationalgalerie, in Paris, der Tate Gallery London, im Museum of Modern Art New York, Glasgow und Rotterdam zu einer international anerkannten Künstlerin. Ihre Schöpfungen von kleinformatigen Bronzen, jungen Tieren, Darstellungen von Sportlern (Boxer, Fußballer, Läufer) und Porträtbüsten ihres Freundeskreises fanden sich weltweit in öffentlichen und privaten Sammlungen wieder. Zu den Sammlern ihrer Plastiken gehörte der Schriftsteller Ernest Hemingway, der mehrere Skulpturen von ihr besaß.
Sintenis errang 1928 den dritten Preis der Sektion Plastik des Kunstwettbewerbs für die Olympischen Sommerspiele in Amsterdam. Mit fünf kleinformatigen Tierplastiken nahm sie an der Ausstellung des Deutschen Künstlerbundes 1929 im Kölner Staatenhaus teil. 1930 begegnete sie dem Bildhauer Aristide Maillol in Berlin. 1931 wurde sie als erste Bildhauerin (und zweite Frau nach Käthe Kollwitz) gemeinsam mit 13 anderen Künstlerinnen und Künstlern in die Berliner Akademie der Künste – Sektion Bildende Kunst – berufen, allerdings erzwangen die Nationalsozialisten ihren Austritt 1934.
Aufgrund ihrer Körpergröße, ihrer schlanken Gestalt, ihrer androgynen Ausstrahlung, des selbstbewussten, modischen Auftretens und ihrer Schönheit wurde sie häufig gebeten, sich abbilden zu lassen. So wurde sie vielfach porträtiert, von Emil Rudolf Weiß und Georg Kolbe; die Fotografien, u. a. von Fritz Eschen und Frieda Riess wurden häufig publiziert. Sie verkörperte auf hervorragende Art und Weise den Typus der Neuen Frau, auch wenn sie eher zurückhaltend auftrat.

### Nationalsozialismus
Emil Rudolf Weiß wurde am 1. April 1933 wegen einer wutentbrannten Äußerung gegen das NS-Regime und aufgrund des Gesetzes zur Wiederherstellung des Berufsbeamtentums aus seinem Hochschulamt entlassen. Sintenis selbst wurde 1934 aufgrund ihrer teilweise jüdischen Herkunft – ihre Großmutter mütterlicherseits war vor ihrer Konversion Jüdin – aus der Akademie der Künste ausgeschlossen. Dennoch konnte sie Mitglied der Reichskammer der bildenden Künste bleiben und ausstellen. Bis 1941 ist ihre Teilnahme an 16 Ausstellungen sicher belegt.
Allerdings wurden 1937 im Rahmen der deutschlandweiten konzertierten Aktion „Entartete Kunst“ Arbeiten Sintenis’ aus dem Kronprinzen-Palais der Nationalgalerie Berlin, der Kunsthalle Bremen, den Kunstsammlungen der Stadt Düsseldorf und dem Museum für Kunst und Heimatgeschichte Erfurt beschlagnahmt, danach aber zurückgegeben. Schon 1934 war eines ihrer Selbstbildnisse in einer propagandistischen „Schandausstellung“ in München gezeigt worden.
Während der NS-Diktatur lebten Renée Sintenis und ihr Ehemann Emil Rudolf Weiß mit erheblichen Einschränkungen und zurückgezogen. Da sie kein Ausstellungsverbot erhielt, wurde sie von dem Kunsthändler Alex Vömel, dem Nachfolger von Flechtheim, in Düsseldorf vertreten. Im Gegensatz zu ihrer Zeit in den 1920er Jahren ging es ihr finanziell nicht gut, was durch das Bronzegussverbot von 1941 verstärkt wurde.
Bis zur Zwangsauflösung des Deutschen Künstlerbundes 1936 blieb Renée Sintenis dort Mitglied. Dass sie von dem NSDAP-Propagandisten Hans Hinkel protegiert worden sei, wie später behauptet wurde, ist nicht nachgewiesen und höchst unwahrscheinlich.

„Jede Macht korrumpiert. Der geistige Mensch muss deshalb immer in der Opposition leben.“

Am 7. November 1942 starb Emil Rudolf Weiß überraschend in Meersburg am Bodensee. Sein Tod stürzte Renée Sintenis in eine tiefe Krise. In der Folge übernahm sie sein Atelier im Künstlerhaus in der Berliner Kurfürstenstraße. Dort arbeitete auch Max Pechstein, dessen Familie die Künstlerin zeitweise aufnahm, nachdem ihr Atelierhaus 1945 durch Brandstiftung und mehrere alliierte Bombenangriffe zerstört worden war. Renée Sintenis verlor bei letzteren fast ihren kompletten Besitz; sämtliche Papiere und Teile ihres Werkes gingen verloren. Während der größte Teil der Gussmodelle erhalten blieb, wurden auch die Gipsfassungen der meisten Portraitköpfe zerstört. In einer Selbstbildnismaske aus dem Jahr 1944 werden die Härten der Kriegsjahre in ihren Zügen sichtbar.

#### 1937 in der Aktion „Entartete Kunst“ beschlagnahmte Werke
Skulpturen
- Zwei liegende Rehe (Bronze, Höhe 13 cm, um 1920; heute im Angermuseum Erfurt)[11]
- Selbstporträt (Terrakotta, Gips und Bronze, Höhe ohne Sockel 34 cm, 1931; heute in der Nationalgalerie Berlin)

Druckgrafiken
- Vier als Illustrationen zu Das Tigerschiff von Hans Siemsen geschaffene Aktstudien (Radierungen, 27,6 cm × 19,4 cm, 1922/23; heute in der Kunsthalle Bremen)
- Pferdebändiger (Radierung, 21,4 cm × 16,9 cm; heute im Museum Kunstpalast Düsseldorf)
- Drei Rehe (Radierung, 45 cm × 32 cm; heute im Angermuseum Erfurt)

### Nach dem Zweiten Weltkrieg
Nach dem Krieg bezog Renée Sintenis 1945 mit ihrer Lebenspartnerin Magdalena Goldmann eine Wohnung in der Innsbrucker Straße, in der beide bis zu ihrem Tod lebten. 1948 erhielt Sintenis den Kunstpreis der Stadt Berlin und wurde durch Karl Hofer an die Berliner Hochschule für Bildende Künste berufen. Dort wurde sie 1955 zur ordentlichen Professorin ernannt; die Lehrtätigkeit gab sie im selben Jahr wieder auf. Ebenfalls 1955 wurde sie in die neugegründete Akademie der Künste Berlin (West) berufen.

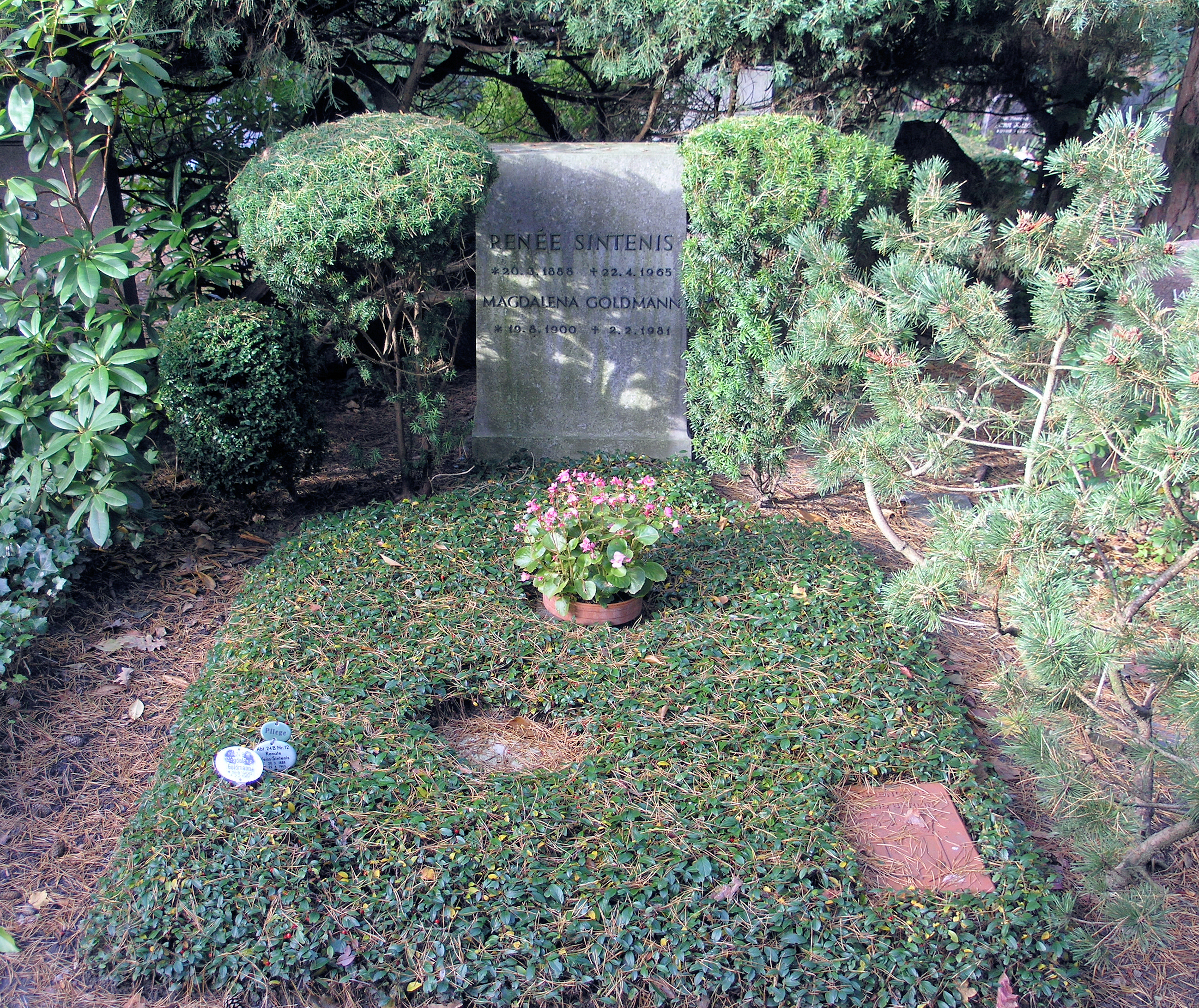
Ehrengrab, Hüttenweg 47, in Berlin-Dahlem

In den 1950er Jahren wurde sie wieder sehr erfolgreich. Sie blieb ihren künstlerischen Schwerpunkten und Motiven treu, die sie „Tiere machen“ nannte. Eine Reihe Jünglingsstatuetten kamen hinzu. Im Jahr 1957 wurde Sintenis’ Statue des Berliner Bären als lebensgroße Bronzeplastik auf dem Mittelstreifen der heutigen Bundesautobahn 115 zwischen Dreilinden und dem Autobahnkreuz Zehlendorf aufgestellt. Ein weiteres Exemplar weihte der damalige Regierende Bürgermeister von Berlin, Willy Brandt, am 23. September 1960 auf der Berliner Allee in Düsseldorf ein. Am 6. Juni 1962 wurde ein Bronzedenkmal des Berliner Bären im Mittelstreifen der Bundesautobahn 9 auf Höhe der heutigen Anschlussstelle München-Fröttmaning-Süd enthüllt. Eine Kleinplastik dieses Werkes wird alljährlich als Silberner Bär bzw. Goldener Bär an die Preisträger der Internationalen Filmfestspiele (Berlinale) verliehen.
Zu ihrem 70. Geburtstag im Jahre 1958 widmete das Haus am Waldsee in Berlin der Künstlerin eine Retrospektive. Renée Sintenis starb am 22. April 1965. Ihre Grabstätte befindet sich auf dem Waldfriedhof in Berlin-Dahlem, Abt. 24B-12. Die Grabstätte zählt zu den Ehrengräbern des Landes Berlin.

## Auszeichnungen
- 1928: Bronzemedaille für die 1926 geschaffene Bronzeplastik Der Läufer Nurmi [12] beim Kunstwettbewerb der Olympischen Spiele in Amsterdam
- 1948: Kunstpreis der Stadt Berlin (erstmals verliehen)
- 1952: „Ritter der Friedensklasse“ des Ordens Pour le Mérite
- 1953: Großes Bundesverdienstkreuz der Bundesrepublik Deutschland

## Weitere Ehrungen
- Das Haus ihrer letzten Wohnung in Berlin-Schöneberg, Innsbrucker Straße 23a, trägt eine Gedenktafel.
- In Berlin-Frohnau wurde eine Grundschule nach ihr benannt.[13]
- In Berlin-Friedenau erinnert der Renée-Sintenis-Platz mit ihrer Plastik Grasendes Fohlen seit 1967 an die Künstlerin.[14]

## Darstellung Renée Sintenis’ in der bildenden Kunst
- Karl Bobek: Renée Sintenis (1955, Porträtbüste, Bronze)[15]
- Hans Jürgen Kallmann: Bildnis der Renée Sintenis (1930, Pastell, laviert)[16]
- Emil Rudolf Weiß: Bildnis Renée Sintenis (um 1915–1920, Öl, 35 cm × 25 cm; Neue Nationalgalerie Berlin)[17]
- Emil Rudolf Weiß: Bildnis Renée Sintenis (1930, Öl, 57,8 cm × 63 cm; Neue Nationalgalerie)[18]

## Werke (Auswahl)
- Strumpf Anziehende (1915/1918), Bronzestatuette, Höhe 10,3 cm
- Jahrtausendfeier der Rheinlande (1925), Bildseite der Drei- und Fünf-Reichsmark-Münze in der Weimarer Republik.[19]
- Ziegenbock (1928), Bronzestatue, im Tierpark Berlin
- Grasendes Fohlen (1929) auf dem nach ihr benannten Platz in Berlin-Friedenau, ferner ein Exemplar im Düsseldorfer Hofgarten an der Seufzerallee entlang der Düssel
- Selbstporträt (1931), Bronze, Höhe 17 cm; in der Pinakothek der Moderne München[20]
- Junger Bär (1932), Vorbild für den Goldenen Bären, Preis der Berliner Filmfestspiele; neu gestaltet als Berliner Bär (1956) für eine Imagekampagne des Bundesbeauftragten für die Förderung der Berliner Wirtschaft, ausgeführt unter anderem als Bronzestatue auf dem Mittelstreifen der A 115 am Autobahnkreuz Zehlendorf an der Stadtgrenze nach Dreilinden, ferner ein Exemplar an der Berliner Allee in Düsseldorf. Auch die von Süden über die A 113 in das Berliner Stadtgebiet kommenden Autofahrer werden seit 2008 von einer Kopie des Zehlendorfer Bären begrüßt. Der dritte Autobahnbär wurde am 1. November 2022 auf dem Mittelstreifen der A 114 im Berliner Nordosten enthüllt.[21]
- Daphne in den Bürgergärten hinter dem Behnhaus in Lübeck
- Fohlen vor der Renée-Sintenis-Grundschule in Berlin-Frohnau (gestohlen am 7. Mai 2021)[22][23]
- Großes Vollblutfohlen (1940) vor dem Rathaus in Herten
- Junge mit Rohrflöte (1950), Bronzestatuette, Höhe 25 cm. Ausgestellt auf der ersten Künstlerbund-Ausstellung 1951 in Berlin; zusammen mit Hirtenjunge und Pony (beide 1951)[24]

## Ausstellungen (Auswahl)
- 1931: Berlin, Galerie Flechtheim[25]
- 1935: Schau in der Münchner Pinakothek (Ausstellungsbeteiligung)[4]
- 1945/1946: Berlin, vom Kulturbund zur Demokratischen Erneuerung Deutschlands veranstalteten Ausstellung Bildender Künstler[26]

Postume Ausstellungen
- 2013/2014: Werkschau zum 125. Geburtstag [27] im Georg-Kolbe-Museum, Berlin
- 2014: Renée Sintenis. Bildhauerin, Kulturspeicher, Würzburg
- 2016: Berlin – Stadt der Frauen,[28] Ephraim-Palais, Berlin
- 2018: Die erste Generation. Bildhauerinnen der Berliner Moderne (Ausstellungsbeteiligung) im Georg-Kolbe-Museum, Berlin[29]
- 2022: Renée Sintenis. Bildhauerin aus Neuruppin im Museum Neuruppin, Neuruppin[30]
- 2024/2025: Radikal! Künstlerinnen* und Moderne 1910–1950. Museum Arnhem, Saarlandmuseum, Österreichische Galerie Belvedere

## Dokumentarfilme
- 1925 drehte der Kulturfilmer Hans Cürlis für seine Reihe Schafende Hände einen zehnminütigen Film über Renée Sintenis.
- 1948 entstand bei der DEFA unter der Regie von Hans Cürlis der dokumentarische Kurzfilm Formende Hände, der Sintenis beim Zeichnen und Modellieren eines Fohlen zeigt.[31]